# Santa Helena (Paraíba)
Pour les articles homonymes, voir Santa Helena.
Santa Helena est une ville brésilienne de l'ouest de l'État de la Paraíba.

## Démographie
Sa population était estimée à 6 028 habitants en 2007. La densité y est de 29 hab./km²

## Géographie
La municipalité s'étend sur 210 km2.